# Clelia Borromeo

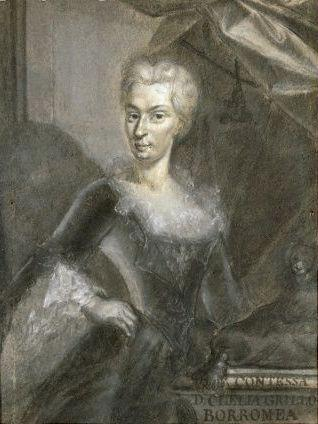
Clelia Grillo Borromeo

Clelia lub Celia Grillo Borromeo (ur. w 1684 w Genui, zm. w 1777 w Mediolanie), włoska matematyk i filozof.

## Życiorys
Mieszkała w Genui, jej mężem był włoski arystokrata – Giovanni Benedetto Borromeo Arese. Otrzymała wszechstronne wykształcenie, znała kilka języków, zajmowała się matematyką, filozofią naturalną i mechaniką. Znana była z tego, że potrafiła rozwiązać prawie każdy przedstawiony jej problem matematyczny. Miasto Genua uhonorowało ją specjalnym medalem z napisem Gloria Genuensium (Chluba Genui). W 1728 odkryła tzw. krzywą Klelii: q = m f  (gdzie q i f oznaczają położenie (długość i szerokość) punktu poruszającego się po powierzchni kuli, a m oznacza stałą).